# Freigil
Freigil ist ein Ort und eine ehemalige Gemeinde (Freguesia) im portugiesischen Kreis Resende. Die Gemeinde hatte 430 Einwohner (Stand 30. Juni 2011).
Am 29. September 2013 wurden die Gemeinden Freigil und Miomães zur neuen Gemeinde União das Freguesias de Freigil e Miomães zusammengeschlossen. Freigil ist Sitz dieser neu gebildeten Gemeinde.